# تری‌فلوئورویدومتان
تری‌فلوئورویدومتان (به انگلیسی: Trifluoroiodomethane) با فرمول شیمیایی CF۳I یک ترکیب شیمیایی با شناسه پاب‌کم ۱۶۸۴۳ است. که جرم مولی آن 195.91 g/mol می‌باشد. شکل ظاهری این ترکیب، گاز بی‌رنگ و بو است.